# Спартак (хокейний клуб, Дрогобич)
«Спартак» — хокейний клуб із міста Дрогобича, створений у 1939 (або 1940) році. Учасник першого Чемпіонату УРСР з хокею з шайбою. Найвищими досягненнями клубу є бронзові нагороди Чемпіонатів УРСР 1949 та 1951 років. 

## Історія
Ще за часів Польщі у Дрогобичі існувало кілька хокейних колективів, створених на базі спортивних товариств із вираженою національною основою. Серед них були «Бейтар» (єврейське), «Сокул» (польське) та «Ватра» (українське). Ці команди представляли спортивне життя міста до приходу радянської влади.
Після приєднання Західної України до УРСР у 1939 році всі попередні спортивні товариства було розпущено. Натомість почали створювати філії всесоюзних спортивних товариств. У період між 1939-1940 роками у Дрогобичі з’явилася філія товариства «Спартак». Точна дата заснування клубу залишається предметом дискусій через брак документальних підтверджень.
У 1940/1941 році дрогобицькі хокеїсти, основу яких складали гравці-спартаківці, заявилися на перший в історії Чемпіонат УРСР з хокею з шайбою як Збірна Дрогобича. Свій перший матч у рамках турніру вони зіграли 9 лютого 1941 року проти спартаківців зі Львова. Зустріч завершилася поразкою дрогобичан із рахунком 14:1 за сумою двох ігор. Цей матч став початком протистояння між двома однойменними клубами — «Спартаком» із Дрогобича та «Спартаком» зі Львова.
Після Другої світової війни клуб повернувся до активної діяльності. У 1949 році дрогобицький «Спартак» здобув бронзові нагороди чемпіонату УРСР. Хоча довкола цього факту точиться багато суперечок: у півфіналі турніру дрогобицька команда поступилася київському «Динамо» з рахунком 10:3, а львівський «Спартак» програв харківському «Локомотиву» з таким самим результатом.
У 1951 році дрогобицький «Спартак» повторив свій успіх, здобувши ще одну бронзу чемпіонату УРСР. У вирішальному матчі команда перемогла Команду Печерського району (майбутній «Арсенал») із загальним рахунком 4:3.
Після середини 1950-х, на відміну від футбольного колективу, хокейний розчиняється в історії.

## Досягнення
- Чемпіонат УРСР
  -  Бронзовий призер : 1949, 1951

## Статистика
| Сезон          | Місце в чемпіонаті (плейоф) |
| Чемпіонат УРСР | Чемпіонат УРСР              |
| -------------- | --------------------------- |
| 1941           | ?                           |
| 1948           | ?                           |
| 1949           | 3(?)                        |
| 1950           | 4                           |
| 1951           | 3                           |
| 1952           | 7-8                         |
| 1953           | ?                           |
| 1954           | Імовірно виступав           |
| 1955           | Імовірно виступав           |
| 1956           | Імовірно виступав           |
| 1957           | Імовірно виступав           |
| 1958           | Імовірно виступав           |
| 1959           | Імовірно виступав           |
| 1960           | Імовірно виступав           |